# واغا-ساغا
واغا-ساغا هو فيلم كوميدي إنتاج 2004 للمخرج داني كوياتي المقيم في بوركينا فاسو. كان هذا الفيلم واحدًا من ضمن فيلمين إلى ثلاثة أفلام تنتجها حكومة بوركينا فاسو سنويًا. وتدور أحداثه حول عشرة أطفال يسعون جاهدين للوصول إلى تحقيق أهدافهم في الحياة.

## الحبكة
لدى كل طفل من الأطفال العشرة هدف يسعى لتحقيقه، على الرغم من أن فقرهم يعيق تحقيق أحلامهم. ومن أجل كسب بعض المال، حتى لو كان ذلك بطريقة غير شريفة، فإنهم يسرقون دراجة من امرأة ثرية ويبيعونها. ثم يُقسمون المال فيما بينهم في مجمّعهم السكني حيث يعيشون مع صديقهم الأكبر سنًا بوريمية.
بعد ذلك بوقت قصير، يشك أحد الجيران فيهم ويبدأ في التنصت عليهم، يكتشف الأطفال ذلك ويؤذونه بشدة لدرجة أنه يخطر الشرطة. يدرك بوريمية أن الشرطة ستعثر على الأموال المسروقة إذا فتشت المُجمع، فيضعه في حقيبة ويرحل. يعتقد أصدقاؤه أنه يسرق المال منهم بدلاً من أن يساعدهم.
في هذه الأثناء، يذهب بوريمة إلى مدينة أخرى وينزل في فندق ويُقرر أن يلعب اليانصيب بالمال المتبقي لديه، ليربح الجائزة الكبرى ويعود إلى واغادوغو لمساعدة أصدقائه على تحقيق أهدافهم.

## طاقم العمل
- أميدو بونسا... بوريمية
- سيباستيان بيليم... بوبا
- أجيبو سانو... موسى
- توم ويدراوغو... كادو
- خوسيه سورغو... سيريل
- يعقوبة دمبيلي... لو شريف
- جيروم كابوري... بيليه
- دلفين واتارا... ماما
- ياسمين سيديبي... فوستين
- باتريشيا مباديلي... أوا

## الإنتاج
كان هذا الفيلم واحدًا من فيلمين إلى ثلاثة أفلام تنتجها حكومة بوركينا فاسو سنويًا. وتكلف ميزانيته ما يُقدر بنحو 1.2 مليون دولار أمريكي. كان لدى المخرج داني كوياتي خمسة أسابيع لتصوير هذا الفيلم، رغم أن اكتماله استغرق وقتًا أطول.

## عرضه
عُرض واغا-ساغا لأول مرة في المهرجان الأفريقي للسينما والتلفزيون في واغادوغو في 2005. وأشادت صحيفة نيويورك تايمز به، واصفةً إياه بأنه «العلاج المثالي للحياة اليومية العصيبة» نظرًا لما قدمه «من لحظات كوميدية متعددة للمشاهد».

## روابط خارجية
- واغا-ساغا  في قاعدة بيانات الأفلام على الإنترنت (بالإنجليزية)